# Università di Umeå
L'Università di Umeå (in svedese: Umeå universitet) è un'università di Umeå, Svezia. L'università è stata fondata nel 1965 ed è la quinta più antica all'interno degli attuali confini della Svezia. Nel 2012, l'Università è stata classificata 23ª tra i migliori istituti d'istruzione del mondo al di sotto dei 50 anni di nascita dalla rivista britannica Times Higher Education (THE). Nel 2013 l'università è stata valutata prima di Svezia all'interno dell'International Student Barometer riguardo alla soddisfazione degli studenti internazionali dalla International Graduate Insight Group.

## Profilo accademico

### Ammissioni
I futuri studenti svedesi fanno l'iscrizione valente per tutte le università svedesi sul sito Swedish Council for Higher Education (antagning.se) mentre gli studenti internazionali utilizzano la sua controparte in inglese, Universityadmissions.se.

Informazioni specifiche per quanto riguarda gli studenti non EU/EEA e cioè iscrizione, pagamento delle tasse universitarie e borse di studio possono essere trovate su Studyinsweden.se.

### Biblioteche
La Biblioteca dell'Università di Umeå fu istituita durante la costruzione dell'università nel 1965, ma ha origine dalla Biblioteca Scientifica a Umeå costruita nel 1950 nella Biblioteca della Città di Umeå. La struttura principale fu costruita nel 1968, ma è stata più volte estesa e ricostruita, l'ultima volta nel 2006. Sono presenti diverse filiali nell'Ospedale universitario di Umeå, nel Campus di Arte di Umeå ed a Örnsköldsvik.